# BIODEPTH
BIODEPTH est l’acronyme de BIODiversity and Ecological Processes in Terrestrial Herbaceous ecosystems (biodiversité et processus écologiques dans les écosystèmes herbacés terrestres).
C’est le nom d’un programme européen conclu en 1999, qui a associé 34 scientifiques d’une douzaine d’équipes européennes pour mesurer expérimentalement et in situ, et de manière standardisée l’importance fonctionnelle de la biodiversité pour la productivité des prairies européennes.
L’étude a porté sur des parcelles expérimentales caractérisées par des climats et sols variés, dans huit pays d’Europe, de la Grèce à la Suède. Sur ces sites, l’impact de la perte de diversité en espèces végétales sur la productivité primaire a été simulée en plantant des communautés végétales plus ou moins riches. 
Les résultats montrent une très nette corrélation entre la réduction du nombre d’espèces et la diminution de la biomasse aérienne. Le nombre d’espèces de plantes par parcelle, mais aussi leur appartenance à différents types (graminées, légumineuses fixatrices d’azote, herbes non fixatrices d’azote, etc.)  jouaient chacun un rôle majeur pour le bon fonctionnement et la productivité des écosystèmes. 
Sur un site donné et pour un nombre d’espèces donné, les communautés possédant un moins grand nombre de groupes fonctionnels se montrent moins productives, probablement en raison de la complémentarité écologique des différentes espèces, mais aussi d’interactions positives entre elles.

## Résultats
En novembre 1999, dans la revue Science, l’étude a conclu que la perte de biodiversité des prairies européennes engendrait bien une perte très importante de productivité végétale, ainsi qu’une diminution de la quantité d’énergie disponible pour le réseau trophique (pyramide alimentaire), en menaçant aussi la santé des écosystèmes prairiaux et en dépendant. 
BIODEPTH a montré que la production de biomasse végétale aérienne était une fonction logarithmique croissante de la richesse spécifique, grâce à la complémentarité fonctionnelle des groupes fonctionnels d'espèces qui s'installent et évoluent dans l'écosystème prairial.
La préservation et la restauration de la biodiversité sont donc utiles pour maintenir la productivité des prairies.  
- La diminution de moitié du nombre d’espèces végétales a entraîné une baisse de productivité végétale d’environ 80 g par m² en moyenne.
- La diversité n’est pas tout : les rendements sont encore meilleurs quand les plantes ont des caractéristiques fonctionnelles variées.
- La suppression d’un seul groupe fonctionnel produit une chute de productivité moyenne d’environ 100 g par m².
- Ces résultats valent pour les huit types différents de prairies européennes testés par l’étude, ce qui laisse penser qu’ils sont extrapolables à l’échelle du continent (une étude nord américaine pilotée par David Tilman de 1982 à 1999 arrivait au même résultat)

## Budget
Outre les moyens propres des laboratoires, la Communauté européenne a contribué à hauteur de 2 millions d’euros.

## Suites
Une des suites est la mise en place au royaume-Uni d'un programme de recherche thématique dit dont le thème principal est : « La diversité biologique et ses fonctions dans les sols », avec 6 objectifs scientifiques,
1. quantifier la diversité taxonomique des principaux groupes du biote du sol dans un écosystème unique ;
2. étendre la compréhension de la taxonomie du biote du sol, en particulier aux groupes mal caractérisés ;
3. caractériser le rôle joué par tous les grands groupes du biote du sol dans le processus écologique important du cycle du carbone ;
4. déterminer dans quelle mesure dans l'appauvrissement du biote du sol peut réduire sa capacité à fournir des services écosystémiques essentiels  ;
5. expérimenter des manipulations parallèles de grands groupes taxonomiques du biote du sol, dans des conditions contrôlées pour mieux comprendre leurs interactions et fonctions, pour  ;
6. déterminer dans quelle mesure la biodiversité du sol est un indicateur de la résilience des écosystèmes des sols.

Des expériences portent notamment sur l'effet sur le sol et son biote des apports en engrais et amendement (azote et calcium), seuls ou en association.